# Anne Forbes
Anne Forbes (Inveresk, 1745. – Edinburgh, 1834.) bila je škotska slikarica.

## Životopis
Anne Forbes je rođena u Škotskoj, a djed po majci bio je portretist William Aikman (1682. – 1731.). U početku je demonstrirala svoj umjetnički talent izrađujući pastelne crteže. Kako bi mogla razviti svoje vještine, otišla je studirati u Italiju. Majka ju je pratila i 1768. naselili su se u Rimu. Njezini su mentori tamo bili škotski umjetnici Gavin Hamilton i James Nevay. Odlučila je usredotočiti slikanje uljima, a vježbala je kopirajući poznata djela.
Otišla je u London 1772. godine kako bi izlagala i počela raditi na povjerenstvima. Nažalost, ubrzo se prilično razboljela, a nakon što se oporavila preselila se u Edinburgh. Tamo bi provela ostatak svog života i dok je uglavnom radila kao učiteljica crtanja, nastavila je slikati povremeni portret.